# Macogep-Tornatech-Specialized p/b Mazda
El Macogep-Tornatech-Specialized p/b Mazda (Código UCI: SAS) es un equipo ciclista femenino de Canadá de categoría UCI Women's Team desde 2020.

## Historia
Durante la temporada 2017 hizo parte de la categoría UCI Women's Team, máxima categoría femenina del ciclismo en ruta a nivel mundial. En 2018 pasó a ser un equipo amateur, regresando en 2020 a la categoría UCI Women's Team.

## Material ciclista
El equipo utiliza bicicletas y componentes 

## Clasificaciones UCI
Las clasificaciones del equipo y de su ciclista más destacado son las siguientes:
| Temporada | Clasificación por equipos | Mejor corredor   | Posición |
| 2017      | 43.º                      | Marjolaine Bazin | 470º     |
| 2018      |                           |                  |          |

## Palmarés
Para años anteriores véase: Palmarés del Macogep-Tornatech-Specialized p/b Mazda.

### Palmarés 2018

#### UCI WorldTour 2018
| Fechas | Carreras | Ganadora |
|        |          |          |

#### Calendario UCI Femenino 2018
| Fechas | Carreras | Ganadora |
|        |          |          |

#### Campeonatos nacionales
| Fechas | Carreras | Ganadora |
|        |          |          |

## Plantillas
Para años anteriores, véase Plantillas del Macogep-Tornatech-Specialized p/b Mazda

### Plantilla 2017
| Integrantes del equipo 2017 | Integrantes del equipo 2017 | Integrantes del equipo 2017            | Integrantes del equipo 2017 |
| Corredor                    | Fecha de nacimiento         | Equipo previo                          |                             |
| --------------------------- | --------------------------- | -------------------------------------- | --------------------------- |
| Marjolaine Bazin            | 23 de mayo de 1986          | DN 17 Poitou-Charentes (2016)          |                             |
| Emma Bedard                 | 24 de julio de 1989         |                                        |                             |
| Véronique Bilodeau          | 15 de noviembre de 1989     | Equipe Cascades-ABC Cycles (2010)      |                             |
| Christel Ferrier-Bruneau    | 8 de julio de 1979          | Faren-Kuota (2013)                     |                             |
| Pascale Jeuland-Tranchant   | 2 de junio de 1987          | Poitou-Charentes.Futuroscope.86 (2016) |                             |
| Soline Lamboley             | 11 de octubre de 1996       | Lointek (2015)                         |                             |
| Frédérique Larose-Gingras   | 12 de enero de 1994         |                                        |                             |
| Irena Ossola                | 19 de abril de 1988         |                                        |                             |
| Adriane Provost             | 19 de diciembre de 1992     |                                        |                             |
| Sarah-Anne Rasmussen        | 27 de octubre de 1992       |                                        |                             |
| Émilie Rochedy              | 5 de noviembre de 1994      |                                        |                             |
| Iris Sachet                 | 29 de mayo de 1994          | Bourgogne-Pro Dialog (2013)            |                             |
|                             |                             |                                        |                             |
| Fuente: UCI                 |                             |                                        |                             |